# Татищевские известия
Тати́щевские изве́стия — выделяемая учёными группа исторических известий, опубликованных в историческом труде второй четверти XVIII века «История Российская» Василия Татищева, содержащих информацию, не имеющую аналогов в известных в настоящее время исторических источниках. Происхождение и достоверность известий носят дискуссионный характер; они могут рассматриваться как фальсификация, созданная самим Татищевым.
Представляют собой тексты различного объёма, от одного-двух добавленных слов до больших цельных рассказов, включающих пространные речи князей и бояр. Иногда Татищев комментирует эти известия в примечаниях, ссылается на летописи, неизвестные современной науке или надёжно не идентифицируемые («Ростовская», «Голицынская», «Раскольничья», «Летопись Симона епископа»). Однако в большинстве случаев источник оригинальных известий Татищевым не указывается.
Особое место в массиве татищевских известий занимает Иоакимовская летопись (1-й том, 4-я гл.). Сам Татищев писал, что текст был переписан им из трёх тетрадей (представляя собой выписки из сборника начала XVIII века), содержавших, по его словам, копию фрагмента из древнего летописного свода. Татищев писал, что летопись принадлежала первому новгородскому епископу Иоакиму (ум. 1030). Выдержки содержат ряд уникальных сведений по ранней истории славян и Руси, которым не находится соответствия в других исторических источниках. Иоакимовская летопись считается исследователями наиболее сомнительной частью татищевских известий. Большинство исследователей считает Иоакимовскую летопись компиляцией местного историка конца XVII века, составленной в период возрождения новгородского летописания при патриархе Иоакиме.

## История

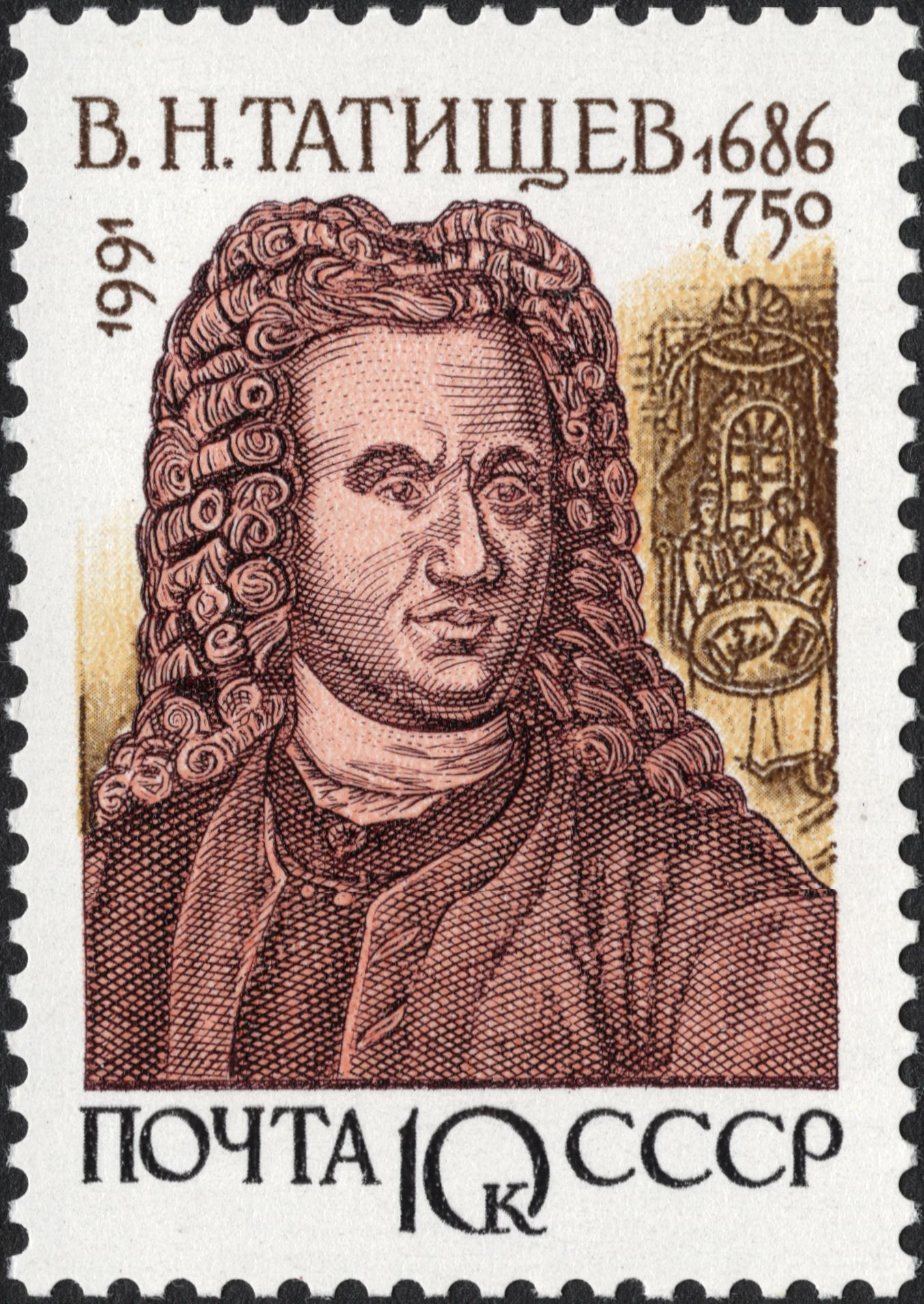
Почтовая марка СССР, посвящённая Татищеву, 1991, 10 копеек (ЦФА 6377, Скотт 6052)

Образ древнерусской истории согласно известиям Татищева (или тексту утраченных летописей, использованных Татищевым) существенно отличается от того, который реконструируется на основе достоверно аутентичных летописных источников. Картина татищевских известий более разнообразна, даны различные новые факты, общественно-политическая среда существенно отличается от таковой по аутентичным текстам. Даются политические речи князей, правители владеют политэкономическими знаниями, говорится о составлении и циркулировании проектов реформ государственного устройства. Древнерусская культура наделена развитыми представлениями об индивидуальности, о чём свидетельствует большое число словесных портретов, а также характеристики князей. Русские князья описаны не как вожди военных дружин, а часто как просвещённые монархи, которые знакомы с философией, обучаются иностранным языкам и создают большие книжные собрания; некоторые — вольнодумцы, сомневающиеся в пользе институциональной церкви, исходящие из критериев разума и общественной пользы. Многие события, которые сообщаются летописями путанно или отрывочно, татищевские известия делают намного более понятными и логичными, привносят логику и осмысленность в набор фактов, которые в аутентичных источниках нельзя представить в виде последовательного рассказа.
Татищев имел репутацию непревзойденного знатока «российских древностей». Он утверждал, что его главный метод писания истории заключался лишь в копировании текстов имеющихся у него летописей и организации этих выписок в хронологической последовательности. По словам Татищева, в его труде не было ни одного слова, которое отсутствовало бы в источниках. «История Российская» производила подобное впечатление, будучи построенной в качестве имитации летописи, а в первой редакции составленная на языке, который подражал летописному. Татищев умер в 1750 году; его труд долгое время оставался в рукописи; публикация, начатая Г. Ф. Миллером в 1767 году, оказалась растянута на годы, а последняя часть была случайно обнаружена М. П. Погодиным только в 1848 году. А. Л. Шлёцером воспроизводились слухи, что «История Российская» первое время не печаталась, поскольку попала под запрет духовной и политической цензуры. Позже возникла легенда о пожаре в имении Татищева, уничтожившем всё его книжное собрание едва не в самый год смерти хозяина. Утверждалось, что вместе с библиотекой сгорели и уникальные рукописи древних летописей. А. Г. Кузьмин писал о «подозрительном» пожаре, возможности сознательного уничтожения библиотеки.

## Историография
Вначале татищевские известия могли представляться просто очень редкими и имелась надежда, что подобные летописи будут найдены в будущем, но с течением времени становилось всё более понятно, что эти сведения являются совершенно уникальными. Современники, за некоторыми исключениями не обладавшие нужной квалификацией, с доверием отнеслись к труду Татищева, однако и по мере развития научных приёмов работы с источниками доверие к текстам Татищева только возрастало. Исследование известий «Истории» и изучение летописей Татищева представляли собой различные направления. Летописные «манускрипты» Татищева и изучение татищевских известий относилось к разным научным дисциплинам, что дало возможность и обращаться к уникальным известиям «Истории», неопределённо ссылаясь на источники, «недошедшие до нас», «погибшие в пожаре», «бывшие у Татищева». Это исчезновение летописей делало проверку утверждений невозможной и одновременно создавало иллюзию опоры на источники.
Почти с момента публикации «История Российская» получила статус исторического источника. Многие авторы XVIII века воспринимали её так, как рассматривал её сам Татищев — в качестве наиболее полного собрания русских летописей, упорядоченного и удобного в пользовании, своего рода «летописью», которая в восприятии современников превосходила и могла заменять настоящие летописи, в то время ещё рукописные или плохо изданные. В 1767 году издатели Радзивиловской летописи И. И. Тауберт и И. С. Барков восполнили недостатки и пробелы подлинного списка сведениями из труда Татищева.
Скептическое восприятие труда получило распространение во времена Н. М. Карамзина, который иронично отзывался об уникальных известиях Татищева. С. М. Соловьёв, напротив, фактически легитимизировал работу Татищева в критической историографии.
Татищев стал рассматриваться не как историк, а как удачливый собиратель источников и тщательный копиист, считался не историком, а «последним летописцем». Исследователи не находили в «Истории» ничего, добавленного автором от себя, только простое выстраивание в точности перенесённых отрывков из летописей.
Энциклопедический словарь Брокгауза и Ефрона характеризует состояние вопроса на рубеже XIX и XX веков следующим образом:

Добросовестность Татищева, раньше подвергавшаяся сомнениям из-за его так называемой Иоакимовской летописи, в настоящее время стоит выше всяких сомнений. Он никаких известий или источников не выдумывал, но иногда неудачно исправлял собственные имена, переводил их на свой язык, подставлял свои толкования или составлял известия, подобные летописным, из данных, которые ему казались достоверными. Приводя летописные предания в своде, часто без указания на источники, Татищев дал в конце концов в сущности не историю, а новый летописный свод, бессистемный и достаточно неуклюжий.— Татищев, Василий Никитич // Энциклопедический словарь Брокгауза и Ефрона : в 86 т. (82 т. и 4 доп.). — СПб., 1890—1907.
Сходных взглядов на «известия» Татищева придерживался А. И. Яковлев. В своём лекционном курсе 1938 года Яковлев утверждал, что все недоразумения Татищева происходят от несовершенства его научной методики: «Он известий не сочинял и не придумывал, а только не умел разобрать их в перспективе и грубо соединял, не задумываясь, из какого источника он их берет». В целом же татищевская «История» представлялась Яковлеву образцом «того, что может быть сделано при помощи одного трудолюбия без общих понятий и идей».
В начале XX века укрепилось представление, что «История» не является элементарной суммой летописных отрывков, а вклад Татищева не был ограничен переписыванием источников. К этому времени уже было известно, что до опубликованной версии «Истории» существовала более краткая редакция, отражённая в Академической рукописи и, в отличие от опубликованного текста, написанная «летописным» языком. А. А. Шахматов (1920) считал, что в опубликованной редакции могут содержаться отдельные сведения авторства самого Татищева и, возможно, вымышленные им, но в первой редакции, по мнению Шахматова, нет ничего вымышленного, и она была верным воспроизведением имевшихся у Татищева летописей:

Ничего изобретенного самим Татищевым не найдется в первой его редакции. Наличность в последней того или иного известия представляется ручательством в том, что Татищев нашел это известие в своих источниках. Между тем историческою критикой прочно установлено, что в распоряжении Татищева было много памятников и документов, частью совсем исчезнувших.
Авторитетность Шахматова в вопросах летописания надолго сделали это предположение общим местом среди исследователей. Однако апеллируя к первой редакции, исследователи обращались к ней реже, чем к более пространной и богатой деталями второй редакции «Истории». Этот подход опирался на предположение, что при работе над второй редакцией Татищев повторно обращался к своим летописным источникам, выписывая оттуда пропущенные ранее фрагменты.
В начале 1960-х годов была предпринята академическая публикация текста «Истории», которую предваряла масштабная работа С. Н. Валка, осуществившего поиск и систематизацию татищевских рукописей. Эта работа показала, что текст претерпел большое число авторских редакций, менявших не только словесное оформление, но и фактическую сторону известий. С опорой на академическое издание вышли исследования С. Н. Валка, Е. М. Добрушкина, в которых татищевские известия рассматриваются критически. Но эти работы не оказали влияния на общее мнение.
В 1960-е — 1970-е годы вышло несколько работ Б. А. Рыбакова, которые восстановили положения, преобладавшие до академической публикации текста «Истории Российской» и ряда основанных на ней критических работ. Согласно Рыбакову, Татищев являлся добросовестным копиистом, его «История» представляет собой собрание летописных выдержек, и на её основе можно проводить надёжные реконструкции утраченных уникальных летописей. Рыбаков посвятил теме татищевских известий несколько статей и обширную монографию «Русские летописцы и автор „Слова о полку Игореве“» (1972). В частности, Рыбаков сделал вывод, что татищевские известия не подчиняются интуитивно ожидаемому порядку распределения в тексте «Истории Российской», поэтому могут происходить только из действительно имевшейся у Татищева летописи. На основе общности «тенденции» татищевских известий, устанавливаемой из собственных представлений Рыбакова, он возводил их к реконструируемым «Раскольничьей» (преимущественно) и «Голицынской летописям», которые отразили другую предполагаемую им «Киевскую великокняжескую летопись» Изяслава Мстиславича, или «летопись Мстиславова племени», автором которой исследователь считал киевского боярина Петра Бориславича. В работе «Русские летописцы…» Рыбаков предпринял специальное исследование татищевских «портретов», словесных описаний внешности князей XII века, не имеющих соответствий в других летописях. Как и подавляющее большинство других уникальных татищевских известий, эти описания он связал с «Раскольничьей летописью». Исследователь распределил относящиеся к «портретам» характеристики князей на группы «положительных» и «отрицательных» и пришёл к выводу, что оценки автора текстов в целом совпадают с симпатиями и антипатиями реконструируемой им «летописи Мстиславова племени». Автором портретов он назвал того же Петра Бориславича, в интерпретации Рыбакова гениального летописца, соперника Нестора. В этом направлении писал также А. Г. Кузьмин.
Джон Феннел, британский критик летописей, прибегал к помощи татищевских известий в затруднительных вопросах, в ряде случаев предполагая, что они могут отражать ранний источник.
Скептические гипотезы относительно большинства татищевских известий выдвигали М. С. Грушевский, А. Е. Пресняков, С. Л. Пештич, которому принадлежит детальное исследование рукописи первой редакции труда Татищева, написанной «древним наречием», Я. С. Лурье. С. Л. Пештич предпринял попытку свести вместе исследование известий «Истории» и изучение летописей Татищева, которая почти единогласно была признана неудачной.
В 2005 году украинский историк А. П. Толочко издал монографию, в которой опровергает достоверность всех татищевских известий и утверждает, что ссылки на источники у Татищева последовательно мистифицированы. По мнению Толочко, летописи, использованные Татищевым, находятся в известных и хорошо изученных собраниях. Они были известны исследователям и многие из них привлекались, в том числе и при издании «Полного собрания русских летописей». Согласно Толочко, историки могли установить практически все рукописи, использованные Татищевым, ещё в эпоху Соловьёва. Толочко писал, что тексты с уникальными сообщениями (татищевские известия) имеют резкие отличия от летописных и включают различные особенности, свидетельствующие об имитации летописного текста, такие как анахроничная лексика, невозможные речевые обороты, слова в неверных значениях или несуществовавшие; для татищевских известий характерны постоянные приёмы и одинаковые ошибки, что говорит об авторстве одного человека. Толочко показывает, что, по его мнению, Татищев создал свои уникальные сообщения, руководствуясь соображениями прояснения тёмных мест в летописях, поэтому критерий большей «логичности», «полноты» и внятности татищевских известий не может служить аргументом их древности. Вымысел был для Татищева существенным «объяснительным устройством». Скованный летописной формой повествования, он обращался к вымыслу с целью конструирования связного и логически последовательного нарратива. Татищев не был просто собирателем и переписывателем летописей, а являлся модерным и новаторским автором.
Толочко отмечает, что «Историю» мало изучали филологи; к ней обращались преимущественно историки, занятые в основном фактической стороной сообщений, а не текстуальной. Единственным критерием для историков, как правило, остаётся вероятностъ сообщаемого Татищевым события. Ссылки на другие летописи, ни о чём подобном не сообщающие, опровергаются этими исследователями утверждением, что источники погибли, а Татищев использовал уникальную летопись. По другим предположениям, Татищев пользовался источником поздней обработки, приняв его за древний. Предполагается также, что он не различал поздних текстов и ранних, вводился в заблуждение недобросовестными коллегами и приятелями, мог принять текст XVIII века за древнейшую летопись — Иоакимовскую летопись X века. По мнению Толочко, «продолжающееся засорение дисциплины „татищевскими известиями“ в целом пагубно сказывается на ней». Согласно Толочко, поскольку ранняя история Руси крайне слабо документирована в сравнении с синхронной западноевропейской, возникает естественное стремление компенсировать недостаток источников, что и привело Татищева к составлению ряда вымышленных текстов, а ряд последующих историков — к представлениям об их подлинности. В ситуации, когда практически не осталось неопубликованных источников по домонгольской истории Руси и открытие новых источников маловероятно, Татищев воспринимается некоторыми авторами как последняя возможность преодолеть эту ситуацию. «История» привлекательна в этом плане, поскольку изображает историю, весьма несхожую с известной по старым летописям. Немногие исследователи полностью принимают данный образ эпохи; сторонники подлинности татищевских известий чаще действуют избирательно, с намерением расширить доказательную базу своих идей, что свидетельствует о непоследовательности. «История» Татищева привлекается инструментально и эклектически: используются «нужные» и «удобные» известия и отвергаются или обходятся молчанием «неудобные»; применяемые известия выглядят нейтральными, поскольку в отрыве от контекста становится трудно заметить тенденцию или идеологию автора, которая за ними стоит. Подобный же эклектизм обнаруживали и скептически настроенные исследователи, изучая обычно отдельные известия или сюжеты. Таких исследований существует большое количество, но по причине своей несистематичности они не изменили ситуацию. Они преимущественно также основаны на принципе вероятия или невероятия конкретного известия, реже — на изучении редакций «Истории Российской» и приемов работы её автора; в отношении мотивации Татищева исследователи прибегают к объяснению ad hoc, предлагая мотив для каждого известия в отдельности.
Согласно Толочко, «История Российская» является крупнейшей и по продолжительности наиболее успешной мистификацией в русской истории, а одновременно и первым опытом критического писания истории, по своим техническим возможностям, наиболее ярко проявившимся в мистифицированных фрагментах, превзошедшим своё время.
Вслед за Толочко Дональд Островски считает татищеские известия сомнительными.
Скептики (Пештич, Лурье, Толочко) не обвиняют Татищева в научной недобросовестности и неизменно подчёркивают, что во времена Татищева не было современных понятий о научной этике и жёстких правил оформления исторического исследования. Татищевские известия, вне зависимости от отношения к ним, представляют собой вовсе не сознательную мистификацию читателя, а скорее отражают выдающуюся самостоятельную исследовательскую, отнюдь не бесхитростную «летописную» деятельность историка. Дополнительные известия — это, как правило, отсутствующие в источниках логические звенья, реконструированные автором, иллюстрации его политических и просветительских концепций.  В своей рецензии на работу Толочко П. С. Стефанович отмечает, что в такой методике работы Татищев был не одинок среди историков раннего Нового времени. Несколько раньше схожим образом конструировал события в своей «Скифской истории» А. И. Лызлов. Младший современник Татищева Ф. А. Эмин специально оговаривает сочинённые им речи исторических персонажей, мотивируя их именно тем, что если и не в точности такие, то схожие речи должны были быть произнесены, судя по последовавшим событиям. Разница с «татищевскими известиями» по сути лишь в том, что вымысел-реконструкция начинает оговариваться, что косвенно отражает изменения в методологии работы с источниками.
Дискуссия вокруг татищевских известий продолжается, хотя, в целом, версия их историчности на современном этапе поставлена под сомнение.

## Иоакимовская летопись

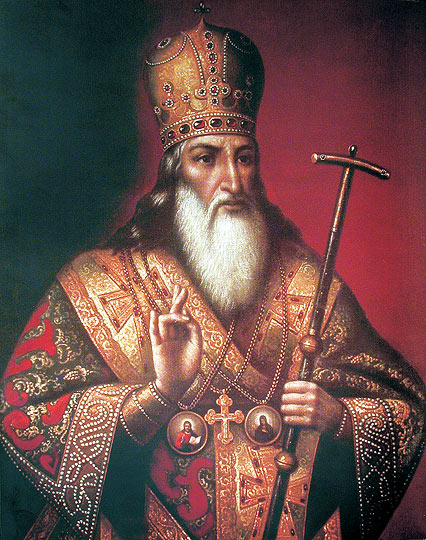
Иоаким, патриарх Московский

Татищев сообщал, что его свойственник Мелхиседек Борщов, архимандрит Бизюкова монастыря, передал ему три тетради с копией фрагмента из древнего, как писал Татищев, летописного свода: «письмо новое, но худое, склад старой, смешенной с новым».
Татищев утверждал, что его внимание привлекли отличия текста от «Нестора» («Повести временных лет»): повествование о генеалогии первых русских князей, новгородском старейшине Гостомысле, иные версии происхождения Рюрика, Олега, Ольги и др. Татищев приводит слова из этого источника: «О князьях русских старобытных Нестор монах не добре сведем бе, что ся деяло у нас славян во Новеграде, а святитель Иоаким добре сведомый, написа…», но отмечает, что в эту летопись «нечто баснословное по тогдашнему обычаю внесено». В дальнейшем Татищев излагает историю Руси в целом «по Нестору», однако неоднократно ссылается на Иоакимовскую летопись, в ряде случаев утверждая, что её сведения «полнее», «порядочнее», и уточняя данные «Повести временных лет» «по сказанию Иоакимову».
Споры о достоверности тетрадей начались ещё со времён Татищева. В литературе вслед за Татищевым встречается мнение о принадлежности Иоакимовской летописи новгородскому епископу Иоакиму. Ряд учёных подвергают авторство новгородского епископа сомнению, но относят летопись к числу важных исторических источников (П. А. Лавровский, Макарий (Булгаков), В. Л. Янин, С. Н. Азбелев Б. А. Рыбаков и др.). Ряд других исследователей с начала XIX века считают летопись памятником XVII или XVIII веков и рассматривают её уникальные сведения как недостоверные (Евгений (Болховитинов), И. А. Линниченко, В. И. Григорович и др.). Некоторые учёные считают Иоакимовскую летопись фальсификацией самого Татищева (Н. М. Карамзин, называвший её «шуткой» Татищева, Е. Е. Голубинский, А. П. Толочко). Большинство исследователей считает Иоакимовскую летопись компиляцией местного историка конца XVII века, составленной в период возрождения новгородского летописания при патриархе Иоакиме (С. К. Шамбинаго и др.).
Остаётся популярной версия Иоакимовской летописи о крещении Новгорода «огнём и мечом». О крещении Новгорода «Повесть временных лет» не сообщает. Другие ранние русские летописи также не сообщают подробностей об этом крещении. Летописные своды XV века упоминают Иоакима Корсунянина в качестве первого епископа, поставленного Владимиром. Большинство сведений о крещении Новгорода получено из Иоакимовской летописи и Никоновской летописи XVI века; достоверность сведений последней также ставится под сомнение; по мнению ряда учёных, сведениях этих летописей подтверждаются некоторыми археологическими данными.

## Древний Новгород

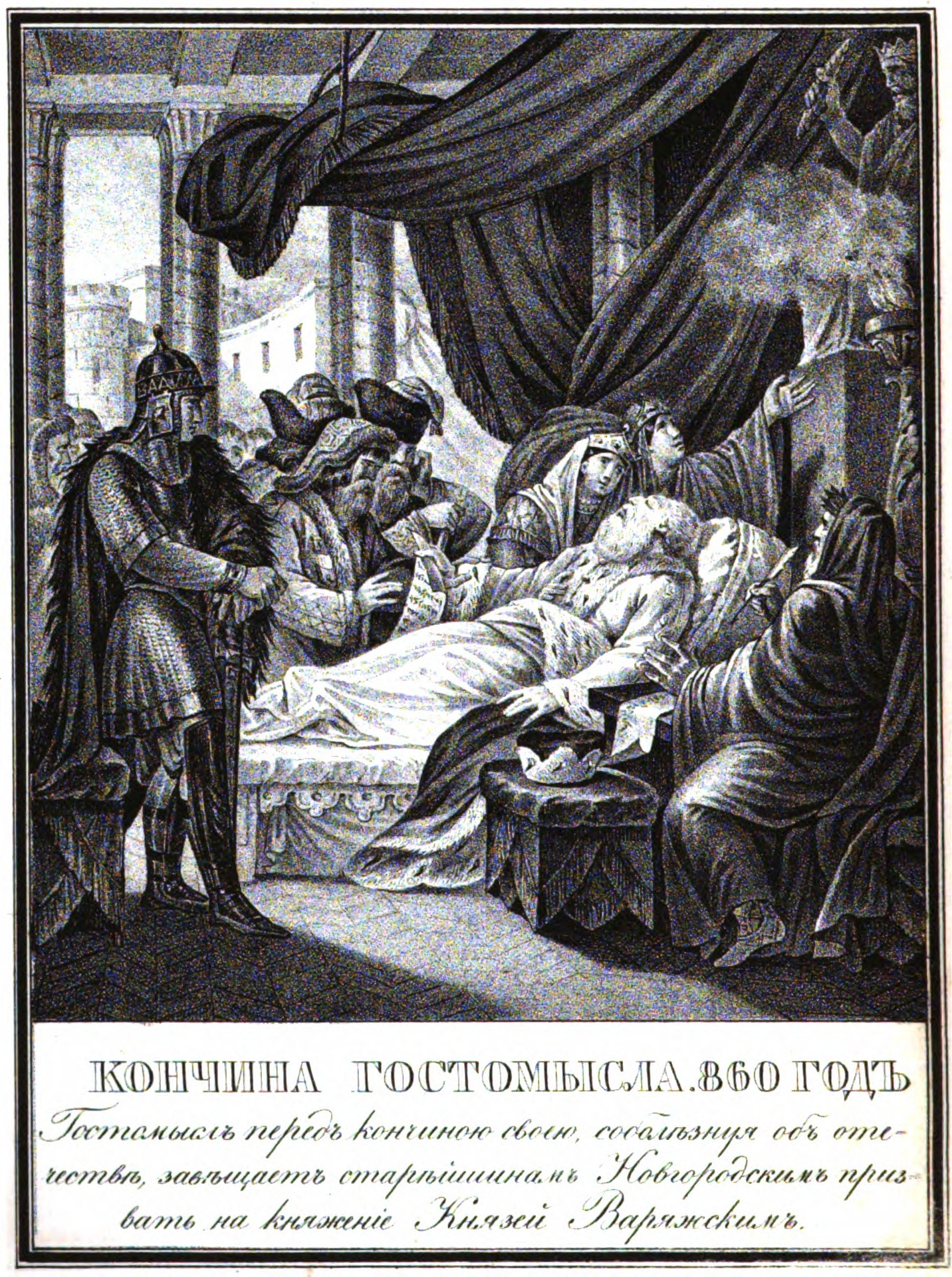
Кончина Гостомысла. «Детский Карамзин», 1836

Татищевские известия дают собственную версию истории ряда легендарных, известных по поздним источникам персонажей Новгорода IX века.
Татищев со ссылкой на Иоакимовскую летопись и, возможно, используя какие-то несохранившиеся источники (хотя, вероятно, далеко не ранние), рассказывает о женитьбе Рюрика на Ефанде, дочери новгородского посадника Гостомысла, инициатора приглашения Рюрика. Гостомысл и Ефанда неизвестны ранним источникам.
А. П. Толочко отметил, что в договоре Руси с греками 944 года среди прочих лиц, которых представляли послы при заключении договора, упомянута некая жена Улеба по имени Сфандра (Сфанда). Это имя, предположительно, восходит к древнескандинавской основе Svan (лебедь). В тексте договора во Львовской летописи, которой пользовался Татищев, это имя передано в форме «Ефанда». По мнению Толочко, именно это чтение и стало основой для возникновения имени Рюриковой жены.
Имя Гостомысла как первого новгородского старейшины появляется в XV веке в перечнях «А се посадници новгородьстии» из Комиссионного списка Новгородской первой, Ермолинской и Новгородской четвёртой летописей, а также в ряде более поздних источников.
Сам Татищев и другой историк XVIII века М. М. Щербатов склонялись к признанию достоверности рассказа Иоакимовской летописи о Гостомысле.
По мнению Е. А. Мельниковой, переработкой летописного текста является некоторая часть неизвестных источников, использованных Татищевым, где появляется Ефанда. Целью этой переработки, согласно Мельниковой, было обоснование права иноэтничной правящей династии на власть, для чего подходила легенда о браке Рюрика с Ефандой, дочерью новгородского посадника Гостомысла.